# Winterborne Stickland
Winterborne Stickland är en by och en civil parish i Dorset i England. Orten har 653 invånare (2011). Byn nämndes i Domedagsboken (Domesday Book) år 1086, och kallades då Wintreburne.